# 静岡発そこ知り
『静岡発そこ知り』（しずおかはつそこしり）は、静岡放送（SBSテレビ）で毎週水曜日に放送されているローカル情報番組。

## 番組概要
元は『そこが知りたい』の静岡版『静岡発!そこが知りたい』で、放送は月に1回（「そこが知りたい」毎月最終放送回を休止、返上してこの番組に差し替え）であった。この当時は比較的柔らかいテーマで放送していたTBS制作の「そこが知りたい」に対し、当番組は静岡県内で起こっている事象を取材、追跡するような、硬派なドキュメント系の内容がほとんどであった。
2000年4月、タイトルを『そこ知り2000!』に改めて毎週の放送へ移行。2001年10月に再度改題し、現在と同じタイトルになった。初期にはSBSアナウンサーが静岡県に関わる文化・流行を取材していたが、タレント出演が多くなると次第にグルメ中心の内容に特化していった。ただ、静岡県に関連した大きな事象（事件や事故、地震など自然災害）が発生した際には、それらを扱うドキュメント的な硬派な内容となることもあり、硬軟取り混ぜたラインナップとなっている。
毎月第2週には『ニッポンど真ん中!』（CBCを除くJNN中部ブロック各局共同制作）を放送。2012年1月から、SBSにおいての同番組は第2日曜日深夜枠の放送になっていたが、同年4月以降は放送されていない（2016年現在、一部企画を日曜深夜枠で放送することがある）。
同時刻にTBS系列で放送されている番組はローカルセールス枠の為、同局では放送されていない。これらの番組は放送枠の「穴埋め」として他の時間帯に放送されることがある。改編期に放送される単発特別番組やレギュラー番組の拡大スペシャルなどは、1時間に短縮された裏送り版を放送するか、当番組を休止してスペシャル版をそのまま放送する。対応はそのときの状況によって異なる。
また、過去に『静岡発!お茶が知りたい』など当番組スタッフによるいわゆる“スピンオフ”（“企画単発”）番組が放送されたこともある（放送時間は不定期で土曜や日曜の午後もしくは深夜の時間枠で放送された）。
SBSラジオの番組や静岡新聞とのタイアップ企画を行うことが不定期にある。また、2014年7月14日から2015年3月23日まで、本番組放送終了後の19:55 - 20:00（日本時間）に静岡県の広報番組として『もっと!そこ知り ふじのくにインフォメーション』が放送された。
2021年6月23日（2020東京五輪の開幕1か月前）、『みなスポ』とのコラボ企画として、伊藤美誠選手（卓球）が静岡へ帰った時に利用するステーキ店を石塚英彦がリポートし、伊藤選手と混合ダブルスでペアを組んだ水谷隼選手とバルセロナ五輪競泳平泳ぎ金メダリスト・岩崎恭子による対談等を放送。
2023年5月13・14日、JRN・JNN系列の優れたアナウンサーに贈られる『第48回JRN・JNNアノンシスト賞』の全国審査会が開かれ、テレビ 読みナレーション部門で、近江由佳が優秀賞を受賞した（2022年8月31日放送分「残暑を吹き飛ばせ！スタミナ＆ひんやりグルメ」がその対象となった。2023年6月22日に東京で実施）。

## 放送時間
| 期間       | 期間       | 放送時間（日本時間）       |
| ---------- | ---------- | -------------------------- |
| 2000年04月 | 2002年03月 | 木曜 19:00 - 19:54（54分） |
| 2002年04月 | 2009年03月 | 木曜 18:55 - 19:54（59分） |
| 2009年04月 | 2010年03月 | 水曜 19:55 - 20:54（59分） |
| 2010年04月 | 2012年09月 | 水曜 19:00 - 19:54（54分） |
| 2012年10月 | 2016年03月 | 月曜 19:00 - 19:54（54分） |
| 2016年04月 | 2017年09月 | 水曜 19:00 - 19:56（56分） |
| 2017年10月 | 現在       | 水曜 19:00 - 20:00（60分） |

## 主な出演者

### 準レギュラー
- 石塚英彦（ホンジャマカ） - 2012年秋から準レギュラー。静岡市内を中心に商店街を巡る「石ちゃん!しずおか おじゃましまーす」シリーズが不定期（2か月に1回程度）に放送されている。
- 井戸田潤（スピードワゴン）
- 杉浦太陽
- 湯原昌幸・荒木由美子
- 宮地眞理子
- チャンカワイ(Wエンジン)
- 野中美希（モーニング娘。'24）
- SBSアナウンサー -、重長智子、柳澤亜弓、新城健太、井手春希、堀葵衣、近江由佳、影島亜美、青木隆太、松下晴輝、杉本真子らが交替で出演
- 鬼頭里枝、小沼みのり、黒田菜月、大槻有沙、矢端名結、内山絵里加、山﨑加奈、原口大輝（元SBSアナウンサー）

### 不定期
準レギュラー→不定期
- 林家たい平
- 竹田高利（コント山口君と竹田君）
- ラッシャー板前
- 照英
- 佐藤弘道
- 松本明子

その他
- 北陽
- 森永卓郎（経済評論家）
- 一条もんこ（スパイス料理研究家）
- 武田修宏
- 半田健人
- 辰巳琢郎
- つるの剛士
- 柴田英嗣（アンタッチャブル）
- トータルテンボス
- 深沢邦之（Take2）
- ウド鈴木（キャイ〜ン）
- 藤森慎吾（オリエンタルラジオ）
- 坪倉由幸（我が家）
- ゴルゴ松本（TIM）
- 内山信二
- 有田哲平(くりぃむしちゅー)
- 東京ホテイソン
- すゑひろがりず
- 宮下草薙
- マシンガンズ
- ユージ
- JOY・わたなべ麻衣夫妻
- 椿鬼奴・佐藤大（グランジ）夫妻
- なすなかにし[注 2]
- 水田信二（元・和牛 (お笑いコンビ)
- バイク川崎バイク
- 鈴木克馬（ローカルタレント）
- 加藤英明（爬虫類ハンター）
- バーグマン田形（日本ハンバーグ協会理事長）
- 山田門努
- コトブキツカサ（映画パーソナリティー）
- パックンマックン
- ボビー・オロゴン
- 厚切りジェイソン
- 川又堅碁（ジュビロ磐田）
- 里崎智也（元プロ野球選手）
- 片岡安祐美（茨城ゴールデンゴールズ選手兼任監督・タレント）
- 稲村亜美
- はしのえみ
- 高田秋
- 葉加瀬マイ
- 中川翔子
- 伊藤かりん（元・乃木坂46）
- しずちゃん（南海キャンディーズ）
- 井上咲楽
- 水谷果穂
- なえなの（御殿場市出身のインフルエンサー）
- 大石参月
- 熊谷真実
- 石井亮次（元・CBCアナウンサー)

SBSラジオに出演しているラジオパーソナリティ
SBSラジオとの共同企画などで出演。
- 樹根（『満開ラジオ樹根爛漫』より）
- 鉄崎幹人（『GOGOワイド Wテツのらぶらじ』『鉄崎幹人のWASABI』より） - 鉄崎はこの番組同様『そこが知りたい』から派生した番組『そこが知りたい 特捜!板東リサーチ』（CBCテレビ）にも出演していた。
- 洋輔（『SATURDAY View→N』より）
- 渡邊ヒロアキ・秀光・にむらあつと（『聴くディラン』より）
- レイザーラモンRG（レイザーラモン）（『内山絵里加のふくわうち』より）

### かつての出演者
- 阿藤快 - かつては原田亜弥子とのコンビで取材する「軽自動車での道中もの」シリーズがあったが、後にSBSアナウンサーであった荒木麻里子との県内の文化・風習を取材するシリーズが不定期に放送されていた。

### ナレーター
- 大石岳志（SBSアナウンサー）
- 野路毅彦（SBSアナウンサー）
- 岡村久則（SBSアナウンサー）
- 原田亜弥子（SBSアナウンサー→SBS社員）
- 新城健太（SBSアナウンサー）
- 滝澤悠希（SBSアナウンサー）
- 堀葵衣（SBSアナウンサー）
- 近江由佳（SBSアナウンサー）

ほか

### もっと!そこ知り ふじのくにインフォメーション
- 柳瀬若菜（フリーアナウンサー）

## エンディングテーマ
- Holiday （CRaNE、2016年3月まで）
- あなたのことが知りたくて（やなわらばー、2016年4月から）

## 再放送
2015年11月14日に阿藤快が死去したため、「静岡発そこ知り〜阿藤快さんを偲んで」と題して同年11月23日（22日深夜）の午前0:50から同番組の阿藤が出演した回の再放送が行われた。放送された回のタイトルは「あっぱれ!吟醸王国しずおか 銘酒と肴で大満足」（2008年2月7日放送）と「食の達人と行く 和食の名店 再発見!」（2015年10月26日放送）の2つ。
2019年4月30日(平成最後の日)の24:25 - 26:22に、去る3月6日に放送した「おかげさまで30年 見つけました! 世界で活躍する静岡人2時間ＳＰ」を再放送した。

## 県外での放送
静岡放送を含めたTBS系列のうち5社が参加して放送されている（2019年時点）ローカルドキュメンタリー番組「映像列島・Jコレクション」にて当番組の一部回が再編集の上放送されることがある。
その他、県外TBS系列局で単発放送された近年の事例は以下のとおり。
- 「朝倉さやのひとり観光協会！～民謡日本一の歌姫が歩いた静岡270日～」（2016年5月25日放送分[5]）をテレビユー山形（朝倉さやの出身地系列局）にて2016年7月10日に放送した[6]。
- 「静岡からひとっとび！味よし、人よし鹿児島の旅」（2016年11月30日放送分[7]）を南日本放送にて2017年1月9日に放送した[8]。
- 「東京ホテイソンと巡る！サウナ天国　静岡でととのいます」（2023年9月20日放送分）を北海道放送にて2024年1月12日に放送した。
- 「2泊3日を遊び尽くせ！静岡空港から行く！韓国・ソウル旅」（2023年9月6日放送分）を北海道放送にて2024年1月19日に放送した。
- 「復活グルメ～受け継がれる思い出の味～」（2024年5月15日放送分）を北海道放送にて2024年12月10日に放送した。
- 「祝 開業60年記念！東海道新幹線の裏側 見せちゃいますSP」（2024年10月9日放送分）を中国放送にて2024年12月28日（27日深夜）2:18 - 3:18に放送。CBCテレビにて2024年12月28日6:20 - 7:30に放送。